# Assedio di Przemyśl
L'assedio di Przemyśl (Premissel in tedesco) è stato uno dei più grandi assedi della prima guerra mondiale e si concluse con la dura sconfitta dell'Impero austro-ungarico. La grande piazzaforte austriaca venne circondata dall'Esercito russo il 24 settembre 1914; la battaglia si interruppe brevemente a causa di un'offensiva austroungarica l'11 ottobre. L'assedio riprese il 9 novembre. La guarnigione a difesa della piazzaforte si arrese il 22 marzo 1915, dopo 133 giorni di resistenza.

## Gli antefatti
Durante l'offensiva russa dell'estate 1914 dalla Galizia verso Lemberg (Leopoli), il generale Nikolai Ivanov sconfisse le forze austro-ungariche sotto il comando del generale Conrad von Hötzendorff nella serie di aspri scontri conosciuti come battaglia di Galizia; l'intero fronte austriaco dovette indietreggiare di circa 160 km in direzione dei Carpazi. La fortezza di Przemyśl era l'unica postazione che resistette e il 28 settembre si trovò completamente dietro le linee russe. I russi erano così giunti a minacciare la Slesia, regione fortemente industrializzata e di cruciale importanza per gli Imperi centrali, dando alla difesa di Przemyśl un'importanza strategica fondamentale.

## Primo assedio

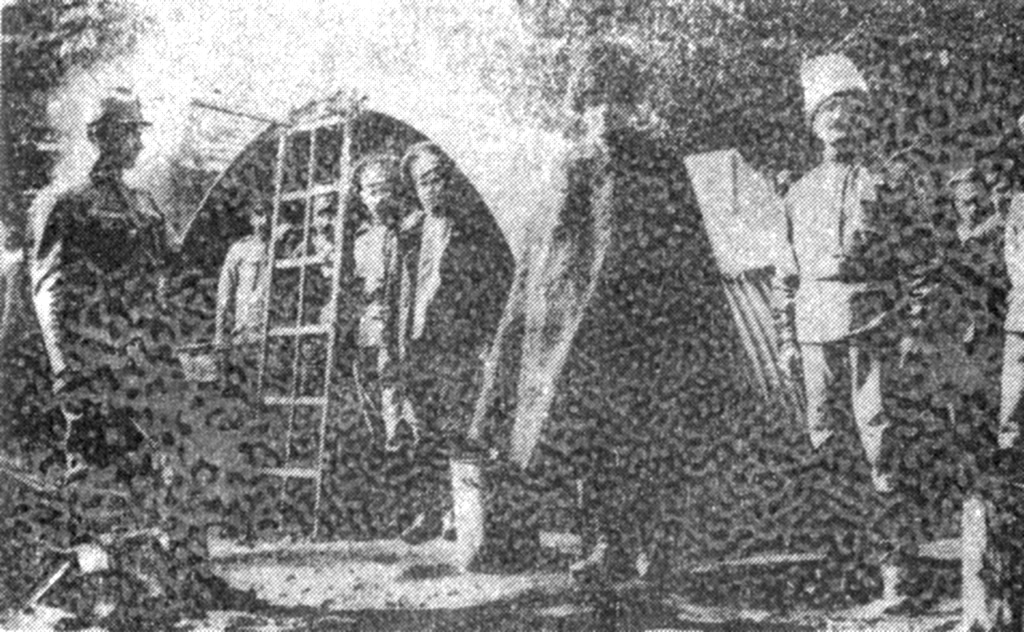
1914 - Prigionieri russi a Przemyśl

Il 24 settembre il generale Radko Dimitriev, comandante della Terza armata russa, cinse d'assedio la fortezza, pur essendo privo di sufficiente e adeguata artiglieria. Invece di attendere che l'Alto Comando russo gli inviasse gli armamenti di cui necessitava, ordinò un attacco a larga scala contro la fortezza, in modo da sorprendere gli austroungarici che erano in attesa di rinforzi. Per tre giorni i russi continuarono l'offensiva, ma senza ottenere alcun risultato e al costo di 40 000 perdite. Durante questi eventi, il generale Paul von Hindenburg lanciò un'offensiva a settentrione, contro la città di Varsavia. Allo stesso tempo il generale Svetozar Borojević von Bojna guidò delle truppe di rinforzo in direzione Przemyśl. L'11 ottobre Dimitriev tolse l'assedio e si ritirò al di là del fiume San. Hötzendorff credeva che un attacco combinato dall'armata di Borojević con le forze presenti nella fortezza avrebbe potuto infliggere una sconfitta decisiva ai russi.

## Secondo assedio
Il 31 ottobre, Hindenburg veniva sconfitto nella battaglia della Vistola e ritirò l'attacco a Varsavia. Questo fatto indusse Borojević a ritirarsi dalle postazioni sul fiume San, abbandonando la strategia offensiva proposta di Hötzendorff. Il 9 novembre le forze russe ripresero l'assedio di Przemyśl. Le truppe di Radko Dimitriev vennero fatte ritirare dal settore del forte e si spostarono a nord. L'Undicesima Armata russa agli ordini del generale Andrei Nikolaevich Selivanov le sostituirono nelle operazioni di assedio. Selivanov non ordinò alcun assalto frontale come fece Dimitiev, ma adottò la strategia di far affamare la guarnigione nemica, così da costringerli alla resa.
Nei mesi che seguirono un'altra forza di supporto venne guidata da Borojević sul posto. Per la fine di febbraio tutti i rinforzi vennero sconfitti. Hötzendorff informò il comandante della guarnigione, Hermann Kusmanek von Burgneustädten, che nessun altro tentativo di soccorso avrebbe avuto luogo. A Selivanov giunse nel frattempo l'artiglieria sufficiente ad abbattere le difese della fortezza. I russi fecero breccia nel settore settentrionale il 13 marzo. Una linea di difesa improvvisata contenne gli attacchi il tempo necessario per permettere a Kusmanek di distruggere tutto ciò che nella città poteva essere di qualche utilità alle forze russe una volta catturata. Il 19 marzo l'ufficiale austriaco provò a far uscire le sue forze dalle mura, ma ogni sortita venne respinta costringendolo a ritirarsi all'interno della città. Avendo precedentemente ripulito la città da ogni strumentazione utile ai fini militare, Kusmanek non ebbe scelta e decise di arrendersi. Il 22 marzo la guarnigione superstite di 117 000 uomini si arrese ai russi. Tra i prigionieri c'erano nove generali, 93 ufficiali superiori e 2 500 altri ufficiali.

## Effetti

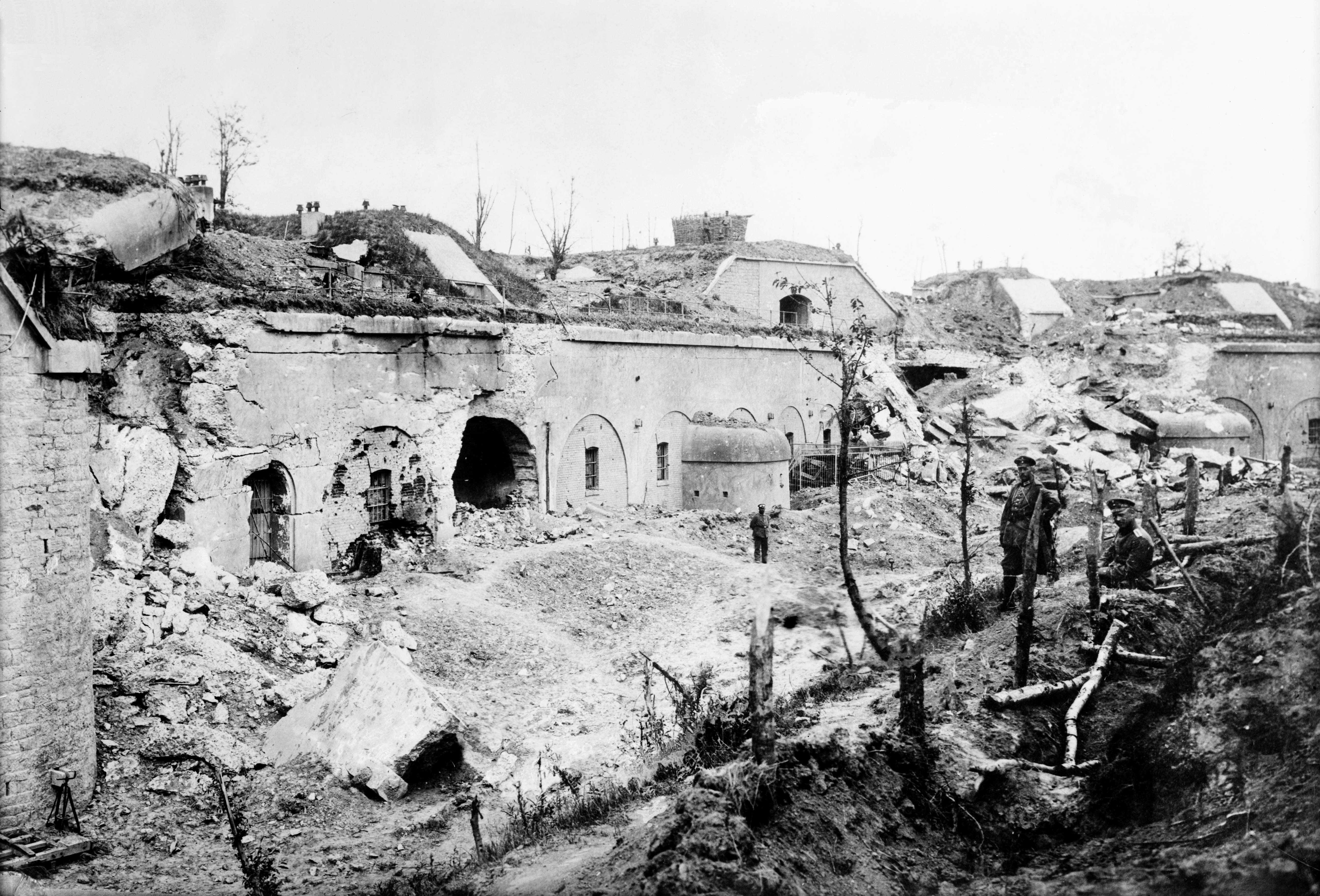
1915 - Porzione di mura della fortezza in rovina

La caduta di Przemyśl portò molti a pensare che la Russia avrebbe lanciato un'offensiva su larga scala contro l'Ungheria. Questa presunta offensiva, tuttavia, non si realizzò mai, ma la perdita della fortezza fu un durissimo colpo per il morale degli austro-ungarici. Inoltre, venne attribuito un peso maggiore a questa sconfitta in quanto il forte avrebbe dovuto essere tenuto solamente da 50 000 uomini, mentre al termine degli scontri si arrivò alla resa di ben 110 000 soldati. I russi tennero Przemyśl fino all'estate 1915, quando l'offensiva congiunta austro-ungarica e germanica spinse nuovamente il fronte in Galizia.